# بيتر هاردر (سياسي)
بيتر هاردر هو سياسي كندي، ولد في 25 أغسطس 1952 في وينيبيغ في كندا. انتخب Representative of the Government in the Senate ‏ (16 مارس 2016 – ).